# Paseo del Jaguar
Paseo del Jaguar ("Caminho da onça-pintada") é um sistema de refúgios e corredores dos Estados Unidos até a América do Sul. A proposta desse sistema é permitir que a onça-pintada pode se locomover e reproduzir em sua distribuição geográfica histórica, como proposto por Alan Rabinowitz. A Panthera Corporation ativamente desenvolve esses corredores através da Jaguar Corridor Initiative. Os corredores criados pelo programa permitem um comportamento natural da onça e a protege de fazendeiros dando cobertura vegetal natural, permitindo que a onça evite os humanos o máximo possível. Esses corredores muitas vezes são estreitas linhas de árvores em uma cerca: eles não precisam ser muito grandes, apenas permitir alguma continuidade na cobertura vegetal.
Rabinowitz sugeriu 182 áreas como importantes na criação do corredor, sendo que 44 correm risco de serem eliminadas para o uso humano.